# Физико-географическое районирование
Фи́зико-географи́ческое райони́рование — система территориального деления земной поверхности, основанная на выявлении и исследовании системы соподчинённых природных регионов, обладающих внутренним единством и своеобразными индивидуальными чертами природы, классифицирует природные территориальные комплексы. 

## История
В периоды развития цивилизаций человечество стало развивать различные науки, в том числе и географию (греч., изображение или описание земли), и позднее физическую географию. Обширные территории мира, в том числе и Руси (России), представляли такое разнообразие как естественных (физико-географических, климатических и так далее), так и культурных условий, и различными учёными географами было принято для их изучения разделить землю на части света, материки, земли (края, страны), области и районы, представляющие большее однообразие (однородность) тех и других естественных и культурных условий, на изучаемых территориях мира (землях, краях, странах, районах и так далее).
Районирование бывает зональным (пояса, зоны и подзоны) и азональным (физико-географические страны, области, провинции, районы, урочища, фации), отраслевым (по рельефу, климату, почвам и другому) и комплексным.